# Sebastiano Visconti Prasca
Sebastiano Visconti Prasca, né le 23 janvier 1883 et décédé à Monte Porzio Catone en 1961, est un général italien.

## Biographie
Sebastiano Visconti Prasca était membre d'une famille noble de la ligne des Visconti. Il a participé à la Première Guerre mondiale. Il a reçu deux médailles commémoratives et la Croix du Mérite.
À partir de 1924, il sert comme attaché militaire à Belgrade en Yougoslavie. En 1934, il commande le corps italien en Sarre. Plus tard, il a été attaché militaire à Paris et à Berlin, et, en 1938, il devient commandant de la 2e Division de cavalerie.
En 1940, il est commandant en chef de la campagne de Grèce dont la finalité est l'invasion italienne de la Grèce. Visconti Prasca a tenté de convaincre Benito Mussolini que les forces initiales sous son commandement étaient suffisantes et son plan adapté, mais sa mauvaise évaluation et la forte résistance subie par les forces italiennes entraîne son remplacement par Ubaldo Soddu quelques jours après le début de l'invasion.
En septembre 1943, il a rejoint le mouvement de résistance italien. Capturé par les Allemands, il fut condamné à mort, bien que plus tard, la sanction a été transformée en prison à vie en Allemagne. 
Visconti Prasca s'est échappé et a combattu avec l'Armée rouge dans les dernières étapes de la Seconde Guerre mondiale, en participant à la bataille de Berlin.
En 1946, il a publié un livre de souvenirs, Io ho aggredito la  Grecia, où il a tenté de justifier ses erreurs personnelles durant la guerre en Grèce.

## Décorations

Medaille commémorativie campagne d'Albanie
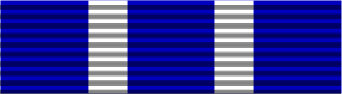
Croix de Guerre
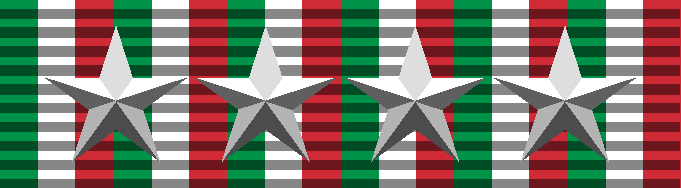
Medaille commémorative de la 1915 – 1918
Medaille commemorative de l'Unification italienne
Medaille inter alliés de la victoire (Italie)

## Publications
(it) Io ho aggredito la Grecia, Rizzoli, 1946